# Öskjuvatn
Das Öskjuvatn (deutsch: Calderensee) ist ein See im isländischen Hochland. Seine Fläche beträgt ca. 11 km². Die Seetiefe beträgt maximal 224 m.

## Lage
Der See liegt in der Caldera des Vulkans Askja im Nordosten des Vatnajökull. Er entstand ebenso wie der benachbarte Víti-Krater bei einer gewaltigen Vulkanexplosion im Jahre 1875.

## Entstehung
Im Jahre 1875 hatte sich durch Einbruch einer Magmakammer in einer Plinianischen Eruption eine neue Caldera im Zentralvulkan Askja gebildet.
Bis sich die innerste und jüngste Caldera jedoch mit Wasser angefüllt hatte, vergingen nicht weniger als 32 Jahre. Der heutige Wasserstand wurde also 1907 erreicht.
Der Wasserspiegel des Sees liegt heutzutage noch 50 m tiefer als der Calderenboden und neuerliche bathometrische Messungen ermittelten eine Wassertiefe von 224 m.

## Geschichte
Im Sommer 1907 verschwanden auf dem See zwei deutsche Forscher spurlos, der Privatdozent Walther von Knebel und der Maler Max Rudloff. Von Knebels Verlobte, Ina von Grumbkow, machte sich ein Jahr darauf auf die Suche nach ihnen, fand jedoch keine Spur der beiden. Beide Männer könnten in dem kleinen Boot, mit dem sie auf den See hinausfuhren, durch eine Steinschlaglawine getötet worden sein.
Ina von Grumbkow schlug vor, den See nach Knebel zu benennen und die Caldera nach Rudloff; dies schrieb der einzige Überlebende der Expedition, der Student Hans Spethmann in seinen späteren Veröffentlichungen. Die Neubezeichnungen setzten sich nicht durch, es blieb bei der isländischen Bezeichnung Öskjuvatn.
In der Nacht vom 23. auf den 24. Juli 2014 ereignete sich ein Erdrutsch, bei dem sich ein ca. 1 km breites Stück der Kraterwand löste; geschätzte 50 Mio. m³ Gestein glitten ab und lösten mehrere ca. 50 m hohe Tsunamis aus, die sogar den benachbarten Kratersee Víti erreichten. Als Auslöser wird Destabilisierung des Untergrunds durch starkes Tauwetter vermutet.